# Португалия на зимних Олимпийских играх 2010
Португалия на зимних Олимпийских играх 2010 была представлена одним спортсменом в лыжных гонках.

## Результаты соревнований

### Лыжные гонки
Мужчины
Дистанция
| Соревнование           | Спортсмен   | Результат | Место |
| ---------------------- | ----------- | --------- | ----- |
| 15 км свободным стилем | Данни Силва | 49:31,4   | 95    |